# Ricard Castells i Cots
Ricard Castells i Cots (Barcelona, 1955 – Barcelona, 2002) va ser un dibuixant, guionista d'historietes i il·lustrador. El 1999 va guanyar el Premi al Saló Internacional del Còmic de Barcelona a la categoria de millor obra de 1998 per La Expiación.

## Biografia
Ricard Castells, va néixer a Barcelona el 1955, a l'inici de la dècada dels setanta va començar la seva carrera com a autor de còmics. Les primeres col·laboracions varen ser per publicacions de poca qualitat, entre d'altres; Terror gráfico (Ediciones Ursus), Horror i Zombie (Ediciones Petronio, S.A.). Amb posterioritat va publicar al fanzine de còmics, Zero, a les revistes culturals, Medios Revueltos, Imajen de Sevilla i El Ojo Clínico.
El 1978, és decantar per la il·lustració i comença les seves col·laboracions, per la revista en llengua catalana i de còmic en català, Cavall Fort. En aquesta publicació els seus treballs varen ser per primera vegada en color.